# Köchelův seznam
Köchelův seznam, někdy také Köchelův katalog, původně německy Köchelverzeichnis (KV) je označení souborného katalogu děl Wolfganga Amadea Mozarta. Katalog sestavil roku 1862 rakouský botanik, muzikolog, spisovatel, skladatel, editor a milovník Mozartovy hudby Ludwig Alois Ferdinand rytíř von Köchel (1800-1877). Podle německé zkratky (z „KöchelVerzeichnis“) se pro něj používá zkratka „KV“, v angličtině pouze „K“. Celý název v němčině zní „Chronologisch-thematisches Verzeichnis sämtlicher Tonwerke Wolfgang Amadé Mozarts“ (Chronologicko-tematický seznam všech hudebních děl Wolfganga Amadea Mozarta), originální edice obsahovala také krátké notové ukázky, tzv. incipity.

## Charakteristika
Tento katalog není rozčleněn podle druhů skladeb ani podle jejich premiéry. Zčásti zachovává dobu vzniku skladeb, což je ovšem někdy problém, protože některé skladby byly psány v delším časovém úseku a některé byly objeveny dodatečně, pročež datum dokončení skladeb je zachován pouze u těch, které měly premiéru v roce složení. Je však známo přibližné chronologické pořadí kompozice skladeb. U některých skladeb je také pochybnost o vytvoření samotným Mozartem.
První edice seznamu byla vydána v roce 1862, od té doby vzniklo několik dalších edic obsahující opravy, například 3. edici s mnoha korekturami předchozích vytvořil v roce 1937 Alfred Einstein. Mnoho oprav také obsahovala 6. edice (1964), jejíž autory jsou Franz Giegling, Gerd Sievers a Alexander Weinmann. Dosud nejnovější 8. edice je z roku 1983.

## Seznam děl W. A. Mozarta
| KV      | rok premiéry | místo premiéry  | název díla |
| ------- | ------------ | --------------- | --- |
| 1       | 1761         | Salcburk        | Andante pro cembalo „Nanynčina hudební knížka“ C dur |
| 1b      | 1761         | Salcburk        | Allegro pro cembalo „Nanynčina hudební knížka“ C dur |
| 1c      | 1761         | Salcburk        | Allegro pro cembalo „Nanynčina hudební knížka“ F dur |
| 1d      | 1761         | Salcburk        | Menuet pro cembalo „Nanynčina hudební knížka“ F dur |
| 1e      | 1761         | Salcburk        | Menuet pro cembalo „Nanynčina hudební knížka“ G dur |
| 1f      | 1761         | Salcburk        | Menuet pro cembalo „Nanynčina hudební knížka“ C dur |
| 2       | 1762         | Salcburk        | Menuet pro cembalo „Nanynčina hudební knížka“ F dur |
| 3       | 1762         | Salcburk        | Allegro pro cembalo „Nanynčina hudební knížka“ B dur |
| 4       | 1762         | Salcburk        | Menuet pro cembalo „Nanynčina hudební knížka“ F dur |
| 5       | 1762         | Salcburk        | Menuet pro cembalo „Nanynčina hudební knížka“ F dur |
| 5a      | 1763         | Salcburk        | Allegro pro cembalo „Nanynčina hudební knížka“ C dur |
| 5b      | 1763         | Salcburk        | Andante pro cembalo „Nanynčina hudební knížka“ B dur |
| 6       | 1764         | Paříž           | Sonáta pro cembalo a housle C dur |
| 7       | 1764         | Paříž           | Sonáta pro cembalo a housle D dur |
| 8       | 1764         | Paříž           | Sonáta pro cembalo a housle B dur |
| 9       | 1764         | Paříž           | Sonáta pro cembalo a housle G dur |
| 10      | 1764         | Londýn          | Sonáta pro cembalo, housle (nebo flétnu) a violoncello B dur |
| 11      | 1764         | Londýn          | Sonáta pro cembalo, housle (nebo flétnu) a violoncello G dur |
| 12      | 1764         | Londýn          | Sonáta pro cembalo, housle (nebo flétnu) a violoncello A dur |
| 13      | 1764         | Londýn          | Sonáta pro cembalo, housle (nebo flétnu) a violoncello F dur |
| 14      | 1764         | Londýn          | Sonáta pro cembalo, housle (nebo flétnu) a violoncello C dur |
| 15      | 1764         | Londýn          | Sonáta pro cembalo, housle (nebo flétnu) a violoncello b moll |
| 15a-ss  | 1764         | Londýn          | Londýnský sešit: 44 kusů pro klávesové nástroje |
| 16      | 1764         | Londýn          | Symfonie č. 1 pro 2 hoboje, 2 lesní rohy a smyčce Es dur |
| 17      | 1764         | Londýn          | Symfonie č. 2 (pochybná) B dur |
| 18      | 1764         | Londýn          | Symfonie č. 3 Es dur |
| 19      | 1765         | Londýn          | Symfonie č. 4 pro 2 hoboje, 2 lesní rohy a smyčce D dur |
| 19a     | 1765         | Londýn          | Symfonie pro 2 hoboje, 2 lesní rohy a smyčce F dur |
| 19c     |              |                 | viz KV 21 |
| 19d     | 1765         | Londýn          | Klavírní sonáta pro 4 ruce C dur |
| 20      | 1765         | Londýn          | Motet 'God is our Refuge' (Žalm 46:1) SATB g moll |
| 21      | 1765         | Londýn          | Árie pro tenor a orchestr 'Va, dalfuror portata' na Metastasiův text, pro tenor, 2 hoboje, 2 fagoty, 2 lesní rohy a smyčce                                                        |
| 21b/1-3 |              |                 | viz KV 107 |
| 22      | 1765         | Haag            | Symfonie č. 5 pro 2 hoboje, 2 lesní rohy a smyčce B dur |
| 23      | 1765         | Haag            | Árie pro soprán a smyčce 'Conservati fedele' na Metastasiův text |
| 24      | 1766         | Haag            | 8 variací pro klavír na holandskou píseň 'Laat ons juichen' od Graafa G dur |
| 25      | 1766         | Amsterdam       | 7 variací pro klavír na píseň 'Willem van Nassau' D dur |
| 26      | 1766         | Haag            | Sonáta pro cembalo a housle Es dur |
| 27      | 1766         | Haag            | Sonáta pro cembalo a housle G dur |
| 28      | 1766         | Haag            | Sonáta pro cembalo a housle C dur |
| 29      | 1766         | Haag            | Sonáta pro cembalo a housle D dur |
| 30      | 1766         | Haag            | Sonáta pro cembalo a housle F dur |
| 31      | 1766         | Haag            | Sonáta pro cembalo a housle B dur |
| 32      | 1766         | Haag            | Quodlibet 'Galimathias Musicum' pro SATB, 2 hoboje, 2 lesní rohy, [fagot], smyčce a obligátní cembalo D dur                                                                       |
| 33      | 1766         | Paříž           | Kyrie pro SATB a smyčce F dur |
| 33d-f   |              |                 | Klavírní sonáty |
| 33i     |              |                 | viz K36 |
| 33B     | 1766         |                 | Bez názvu (contradanse), klavír a orchestr F dur |
| 34      | 1766/7       | Kloster         | Ofertorium 'Scande coeli limina' pro SATB a orchestr, soprano solo, 2 trumpety a tympány, 2 housle, basso, varhany C dur                                                          |
| 35      | 1767         | Salcburk        | Opera (církevní singspiel) pro 3 soprány, 2 tenory, 2 flétny, 2 hoboje, 2 fagoty, 2 lesní rohy, trombóny, smyčce 'Die Schuldigkeit des ersten Gebotes', číst 1., na Weiserův text |
| 35a     |              |                 | viz KV 42 |
| 36      | 1766         | Salcburk        | Recitativ a árie (licenza) pro tenor, 2 hoboje, 2 fagoty, 2 trumpety, tympány a smyčce 'Or che il dover… Talie contanti sono'                                                     |
| 37      | 1767         | Salcburk        | Klavírní koncert č. 1 (upravená klavírní sonáta od Honauera a Raupacha (?)), 2 hoboje, 2 lesní rohy a smyčce F dur                                                                |
| 38      | 1767         | Salcburk        | Opera (latinské intermezzo) 'Apollo et Hyacinthus' na Wildeův(?) text |
| 39      | 1767         | Salcburk        | Klavírní koncert č. 2 (upravená klavírní sonáta od Honauera a Raupacha), 2 hoboje, 2 lesní rohy a smyčce B dur                                                                    |
| 40      | 1767         | Salcburk        | Klavírní koncert č. 3 (upravená klavírní sonáta od Honauera,Eckarda a C.P.E. Bacha), 2 hoboje, 2 lesní rohy a smyčce D dur                                                        |
| 41      | 1767         | Salcburk        | Klavírní koncert č. 4 (upravená klavírní sonáta od Honauera a Raupacha), 2 hoboje, 2 lesní rohy a smyčce G dur                                                                    |
| 41h     |              |                 | viz KV 67 |
| 41i     |              |                 | viz KV 68 |
| 41k     |              |                 | viz KV 69 |
| 42      | 1767         | Salcburk        | Kantáta 'Grabmusik' (Pašije) pro soprán, bas, [2 hoboje], 2 lesní rohy a smyčce na Schachtnerův text?                                                                             |
| 43      | 1767         | Olomouc /Vídeň  | Symfonie č. 6, pro 2 hoboje (flétny), 2 lesní rohy a smyčce F dur |
| 43a     | 1767         | Vídeň           | 'Ach, was müssen wir erfahren?' pro 2 soprány, klavír |
| 45      | 1768         | Vídeň           | Symfonie č. 7 přepracovaná jako předehra ke 'La finta semplice', 2 hoboje, 2 lesní rohy, 2 trumpety, tympány a smyčce D dur                                                       |
| 45a     | 1766/7       | Salcburk        | Symfonie 'Lambach', pro 2 hoboje, 2 lesní rohy, smyčce G dur |
| 46a     |              |                 | viz KV 51 |
| 46d     | 1768         | Vídeň           | Sonáta pro klavír a housle C dur |
| 46e     | 1768         | Vídeň           | Sonáta pro klavír a housle F dur |
| 47      | 1768         | Vídeň           | Ofertorium 'Veni, Sancte Spiritus' pro SATB, 2 hoboje, 2 trumpety, tympány, smyčce a varhanní continuo C dur                                                                      |
| 47a     |              |                 | viz KV 51 |
| 47b     |              |                 | Ofertorium |
| 47d     |              |                 | viz KV 49 |
| 48      | 1768         | Vídeň           | Symfonie č. 8, 2 hoboje, 2 lesní rohy, 2 trumpety, tympány a smyčce D dur |
| 49      | 1768         | Vídeň           | Mše 'Missa brevis', SATB, [3 pozouny], smyčce a varhanní continuo G dur |
| 50      | 1768         | Vídeň           | Opera (singspiel) 'Bastien und Bastienne / Bastien a Bastienka' na text Weiskerna Schachtnera                                                                                     |
| 51      | 1768         | Vídeň           | Opera buffa 'La finta semplice' na Coltelliniho text |
| 53      | 1768         | Vídeň           | Píseň pro soprán a klavír 'An die Freude: Freude, Königin der Weisen' na Uzův tex F dur                                                                                           |
| 54      | 1788         | Vídeň           | 6 variací na původní Andante F dur |
| 61a     |              |                 | viz KV 65 |
| 61b     |              |                 | viz KV 65a |
| 61c     |              |                 | viz KV 70 |
| 61d     |              |                 | viz KV 103 |
| 61e     |              |                 | viz KV 104 |
| 61g, I  | 1770?        | Salcburk?       | Symfonický menuet pro 2 flétny, 2 housle, violu a basso continuo A dur |
| 61g, II | 1769         | Salcburk?       | Menuet pro klávesové nástroje C dur |
| 62      | 1769         | Salcburk        | Pochod užívaný s kasací pro operu 'Mitridate', 2 hoboje, 2 lesní rohy, 2 trumpety, tympány, smyčce D dur                                                                          |
| 62a     |              |                 | viz KV 100 |
| 63      | 1769         | Salcburk        | Kasace (Finalmusik) pro 2 hoboje, 2 lesní rohy a smyčce G dur |
| 63a     |              |                 | viz KV 99 |
| 65      | 1769         | Salcburk        | Mše 'Missa brevis', SATB, smyčce a varhany d moll |
| 65a     | 1769         | Salcburk        | 7 menuetů pro smyčce, 2 housle a basso continuo |
| 66      | 1769         | Salcburk        | Mše 'Dominicus', pro SATB, 2 hoboje, 2 lesní rohy, 2 [+2] trumpety a tympány, [3 trombóny], smyčce a varhanním continuem C dur                                                    |
| 67      | 1772         | Salcburk        | Chrámová sonáta č. 1, pro 2 housle, basso continuo Es dur |
| 68      | 1772         | Salcburk        | Chrámová sonáta č. 2, pro 2 housle, basso continuo B dur |
| 69      | 1767         | Salcburk        | Chrámová sonáta č. 3, pro 2 housle, basso continuo D dur |
| 70      | 1767-9       | Salcburk        | Recitativ a árie (licenza) 'A Berenice...Sol nascente', pro soprán, 2 lesní rohy a smyčce                                                                                         |
| 72      | 1771         | Salcburk        | Ofertorium 'Internatos mulierum', pro SATB, 2 housle, basso continuo, varhany G dur                                                                                               |
| 72a     |              |                 | 'Allegro' G dur |
| 73      | 1769-0       | Salcburk/it.    | Symfonie č. 9, pro 2 hoboje (flétny), 2 lesní rohy, 2 trumpety a tympány, smyčce C dur                                                                                            |
| 73a     |              |                 | viz KV 143 |
| 73b     |              |                 | viz KV 78 |
| 73c     |              |                 | viz KV 88 |
| 73d     |              |                 | viz KV 79 |
| 73e     |              |                 | viz KV 77 |
| 73f     |              |                 | viz KV 80 |
| 73g     |              |                 | viz KV 123 |
| 73h     |              |                 | viz KV 94 |
| 73i     |              |                 | viz KV 89a, I |
| 73k     |              |                 | viz KV 89 |
| 73o     |              |                 | viz KV 82 |
| 73p     |              |                 | viz KV 83 |
| 73r     |              |                 | viz KV 89a, II |
| 73s     |              |                 | viz KV 85 |
| 73t     |              |                 | viz KV 122 |
| 73v     |              |                 | viz KV 86 |
| 73x     | 1770?        | It./Salcburk    | Kánonické studie |
| 74      | 1770         | Řím             | Symfonie č. 10 pro 2 hoboje, 2 lesní rohy a smyčce G dur |
| 74a     |              |                 | viz KV 87 |
| 74b     | 1771         | Milán/Pávie     | Árie 'Non Pavia curo l'affetto' na Metastasiův text, soprán, 3 hoboje, 2 lesní rohy a smyčce                                                                                      |
| 74c     |              |                 | viz KV 118 |
| 74d     |              |                 | viz KV 108 |
| 74e     |              |                 | viz KV 109 |
| 74f     |              |                 | viz KV 72 |
| 77      | 1770         | Milán           | Recitativ a árie 'Misero me… Misero pargoletto' na Metastasiův text, soprán, 2 hoboje, 2 fagoty, 2 lesní rohy a smyčce                                                            |
| 78      | 1765/6       | Milán           | Scena 'Per pietà, bell’idol mio' na Metastasiův text, soprán, 2 hoboje, 2 lesní rohy a smyčce                                                                                     |
| 79      | 1765/6       | Holandsko       | Recitativ a árie 'O temerario Arbace… Per quel paterno amplesso' na Metastasiův text, soprán, 2 hoboje, 2 fagoty, 2 lesní rohya smyčce                                            |
| 80      | 1770         | Salcb./Vídeň    | Smyčcový kvartet č. 1, 2 housle, viola, violoncello G dur |
| 82      | 1770         | Řím             | Árie pro soprán a orchestr 'Se ardire' na Metastasiův text |
| 83      | 1770         | Řím             | Árie pro soprán a orchestr 'Se tutti i mali miei' na Metastasiův text |
| 85      | 1770         | Boloňa          | 'Miserere' pro ATB a kontrabas A dur |
| 86      | 1770         | Boloňa          | Antifona pro SATB 'Quaerite primum regnum Dei' D dur |
| 87      | 1770         | Milán           | Opera seria 'Mitridate, re di Ponto / Mithridates, král pontský' na text Cigna-Santiho                                                                                            |
| 87      | 1770         |                 | Symfonie pro 2 flétny, 2 hoboje, 2 trumpety a smyčce D dur |
| 88      | 1770         | Milán           | Árie 'Fra cento affani' na Metastasiův text, soprán, 2 hoboje, 2 lesní rohy, 2 trumpety a smyčce                                                                                  |
| 89      | 1770         | Řím             | Kánon pro 5 sopránů 'Kyrie' G dur |
| 89a, I  | 1770         | Řím             | Kánon pro 4 dechové nástroje A dur |
| 89a, II | 1770         | Boloňa          | 4 kánony 'Hádanka' |
| 94      | 1769         | Salcburk        | Menuet pro cembalo D dur |
| 99      | 1769         | Salcburk        | Kasace pro 2 hoboje, 2 lesní rohy a smyčce B dur |
| 100     | 1769         | Salcburk        | Serenáda č. 1 (kasace-finále) s pochodem, 2 hoboje (flétny), 2 lesní rohy, 2 trumpety a smyčce D dur                                                                              |
| 100     | 1769         | Salcburk        | Symfonie, 'Serenade', 2 hoboje (flétny), 2 lesní rohy, 2 trumpety a smyčce D dur                                                                                                  |
| 101     | 1776         | Salcburk        | Serenáda č. 2 F dur |
| 102     | 1775         | Salcburk        | Finále symfonie C dur |
| 103     | 1769         | Salcburk        | 19 menuetů pro orchestr |
| 104     | 1769         | Salcburk        | 6 menuetů pro orchestr |
| 105     | 1769         | Salcburk        | 6 menuetů pro orchestr |
| 106     | 1790         | Vídeň           | Předehra a 3 kontredansy |
| 107     | 1765         | Londýn/Haag     | 3 koncerty podle J. Ch. Bacha |
| 108     | 1771         | Salcburk        | 'Regina Coeli' C dur |
| 109     | 1771         | Salcburk        | 'Litaniae de Beata Maria Virgine' (Lauretanae) |
| 110     | 1771         | Salcburk        | Symfonie č. 12 G dur |
| 111     | 1771         | Milán           | Opera (pastorální) 'Ascanio in Alba, Serenata teatrale' |
| 111b    | 1771?        | Milán?          | Symfonie 46 (pochybná, viz KV 96) |
| 112     | 1771         | Milán           | Symfonie č. 13 F dur |
| 113     | 1771         | Milán           | Divertimento č. 1 Es dur |
| 114     | 1771         | Salcburk        | Symfonie č. 14 A dur |
| 115     | 1773         | Salcburk        | Mše 'Missa brevis' C dur |
| 116     | 1771         | Salcburk        | Mše 'Missa brevis' F dur |
| 117     | 1769         | Salcburk        | Ofertorium C dur |
| 118     | 1771         | It./Salcburk    | Oratorium 'La Betulia liberata' |
| 119     | 1782         | Vídeň           | Arie pro soprán 'Der Liebe himmlisches Gefühl' |
| 120     | 1771         | Milán           | Finále symfonie D dur |
| 121     | 1775         | Salcburk        | Finále symfonie D dur |
| 122     | 1770         | Boloňa          | Menuet pro orchestr Es dur |
| 123     | 1770         | Řím             | Kontredans pro orchestr B dur |
| 124     | 1772         | Salcburk        | Symfonie č. 15 G dur |
| 125     | 1772         | Salcburk        | 'Litaniae de venerabili altaris sacramento' |
| 126     | 1772         | Salcburk        | Opera 'Il sogno di Scipione' Serenata drammatica |
| 127     | 1772         | Salcburk        | 'Regina Coeli' B dur |
| 128     | 1772         | Salcburk        | Symfonie č. 16 C dur |
| 129     | 1772         | Salcburk        | Symfonie č. 17 G dur |
| 130     | 1772         | Salcburk        | Symfonie č. 18 F dur |
| 131     | 1772         | Salcburk        | Divertimento č. 2 D dur |
| 132     | 1772         | Salcburk        | Symfonie č. 19 Es dur |
| 133     | 1772         | Salcburk        | Symfonie č. 20 D dur |
| 134     | 1772         | Salcburk        | Symfonie č. 21 A dur |
| 135     | 1772         | Salcb./Milán    | Opera seria 'Lucio Silla' |
| 136     | 1772         | Salcburk        | Divertimento D dur |
| 137     | 1772         | Salcburk        | Divertimento B dur |
| 138     | 1772         | Salcburk        | Divertimento F dur |
| 139     | 1768         | Salcburk        | Mše 'Missa solemnis' C moll-dur |
| 140     | 1771-2       | Salcburk        | Mše 'Missa brevis' (nejisté) G dur |
| 141     | 1769         | Salcburk        | 'Te Deum' C dur |
| 142     | ???          | ???             | 'Tantum ergo' (nejisté) B dur |
| 143     | 1770         | Milán           | Árie pro soprán 'Ergo interest' |
| 144     | 1772         | Salcburk        | Chrámová sonáta pro varhany a smyčce D dur |
| 145     | 1772         | Salcburk        | Chrámová sonáta pro varhany a smyčce F dur |
| 146     | 1779         | Salcburk        | Árie pro soprán 'Kommet her, ihr frechen Sünder' |
| 147     | 1772         | Salcburk        | Píseň pro klavír 'Wie unglücklich bin ich nit' |
| 148     | 1772         | Salcburk        | Píseň pro klavír 'O heiliges Band' |
| 149     | 1772         | Salcburk        | Píseň pro klavír 'Die grossmütige Gelassenheit (Ich hab es längst)' |
| 150     | 1772         | Salcburk        | Píseň pro klavír 'Geheime Liebe (Was ich in Gedanken küsse)' |
| 151     | 1772         | Salcburk        | Píseň pro klavír 'Die Zufriedenheit in niedrigen Stande (Ich trachte nicht)' |
| 152     | 1775         | Salcburk?       | Canzonetta 'Ridente la calma' |
| 153     | 1782         | Vídeň           | Fuga pro klavír (úryvek) Es dur |
| 154     | ???          | ???             | Fuga pro klavír (úryvek) g moll |
| 154a    | ???          | ???             | 2 malé fugy pro klavír nebo varhany (úryvek) |
| 155     | 1772?        | Bolzano         | Smyčcový kvartet č. 2 D dur |
| 156     | 1772         | Milán           | Smyčcový kvartet č. 3 G dur |
| 157     | 1772/3       | Milán           | Smyčcový kvartet č. 4 C dur |
| 158     | 1773         | Milán           | Smyčcový kvartet č. 5 F dur |
| 159     | 1773         | Milán           | Smyčcový kvartet č. 6 B dur |
| 160     | 1773         | Milán           | Smyčcový kvartet č. 7 E dur |
| 161     | 1772         | Salcb./Milán    | Symfonie (overtura ke KV 126) D dur |
| 162     | 1773         | Salcburk        | Symfonie č. 22 C dur |
| 163     | 1772         | Milán           | Finále symfonie KV 161 D dur |
| 164     | 1772         | Salcburk        | 6 menuetů pro orchestr |
| 165     | 1773         | Milán           | Motet pro soprán 'Exsultate, jubilate' |
| 166     | 1773         | Salcburk        | Divertimento č. 3 Es dur |
| 167     | 1773         | Salcburk        | Mše 'Trinität' C dur |
| 168     | 1773         | Vídeň           | Smyčcový kvartet č.8 F dur |
| 169     | 1773         | Vídeň           | Smyčcový kvartet č. 9 A dur |
| 170     | 1773         | Vídeň           | Smyčcový kvartet č. 10 C dur |
| 171     | 1773         | Vídeň           | Smyčcový kvartet č. 11 Es dur |
| 172     | 1773         | Vídeň           | Smyčcový kvartet č. 12 B dur |
| 173     | 1773         | Vídeň           | Smyčcový kvartet č. 13 d moll |
| 174     | 1773         | Salcburk        | Smyčcový kvintet B dur |
| 175     | 1773         | Salcburk        | Klavírní koncert č. 5 (viz KV 624) D dur |
| 176     | 1773         | Salcburk        | 16 menuetů pro orchestr |
| 177     | ???          | ???             | Ofertorium 'Sub expositio venerabilli' (od Leopolda Mozarta) |
| 178     | 1772         | Salcburk        | Árie pro soprán 'Ah, spiegarti, oh Dio' |
| 179     | 1774         | Salcburk        | 12 variací pro klavír C dur |
| 180     | 1773         | Vídeň           | 6 variací pro klavír G dur |
| 181     | 1773         | Salcburk        | Symfonie č. 23 D dur |
| 182     | 1773         | Salcburk        | Symfonie č. 24 B dur |
| 183     | 1773         | Salcburk        | Symfonie č. 25 g moll |
| 184     | 1773         | Salcburk        | Symfonie č. 26 (Overture) Es dur |
| 185     | 1773         | Vídeň           | Serenáda č. 3 'Finalmusik' D dur |
| 186     | 1773         | Milán           | Divertimento č. 4 B dur |
| 187     | 1773?        | Salcburk?       | Divertimento č. 5 C dur |
| 188     | 1776         | Salcburk        | Divertimento č. 6 C dur |
| 189     | 1773         | Vídeň           | Pochod pro orchestr D dur |
| 190     | 1773         | Salcburk        | Concertone pro 2 housle a orchestr C dur |
| 191     | 1774         | Salcburk        | Koncert pro fagot B dur |
| 192     | 1774         | Salcburk        | Mše 'Missa brevis' F dur |
| 193     | 1774         | Salcburk        | 'Dixit et Magnificat' C dur |
| 194     | 1774         | Salcburk        | Mše 'Missa brevis' D dur |
| 195     | 1774         | Salcburk        | 'Litaniae Lauretanae' D dur |
| 196     | 1774/5       | Salcb./Mnichov  | Opera buffa 'La finta giardiniera' |
| 196e    | 1775         | Mnichov         | Divertimento Es dur |
| 196f    | 1775         | Mnichov         | Divertimento B dur |
| 197     | ???          | ???             | 'Tantum ergo' (nejisté) |
| 198     | 1773         | Milán           | Ofertorium 'Sub tuum praesidium' |
| 199     | 1773         | Salcburk        | Symfonie č. 27 G dur |
| 200     | 1773         | Salcburk        | Symfonie č. 28 C dur |
| 201     | 1774         | Salcburk        | Symfonie č. 29 A dur |
| 202     | 1774         | Salcburk        | Symfonie č. 30 D dur |
| 203     | 1774         | Salcburk        | Symfonie č. 4 D dur |
| 204     | 1775         | Salcburk        | Symfonie č. 5 D dur |
| 205     | 1773         | Vídeň           | Divertimento č. 7 D dur |
| 206     | 1774         | Vídeň           | Pochod (Idomeneo) D dur |
| 207     | 1775         | Salcburk        | Koncert pro housle č. 1 B dur |
| 208     | 1775         | Salcburk        | Opera 'Il re pastore, dramma per musica / Král pastýř' |
| 209     | 1775         | Salcburk        | Árie pro tenor 'Si mostra la Sorte' |
| 210     | 1775         | Salcburk        | Árie pro tenor 'Con ossequio, con rispetto' |
| 211     | 1775         | Salcburk        | Koncert pro housle č. 2 D dur |
| 212     | 1775         | Salcburk        | Chrámová sonáta pro varhany a smyčce B dur |
| 213     | 1775         | Salcburk        | Divertimento č. 8 F dur |
| 214     | 1775         | Salcburk        | Pochod pro orchestr C dur |
| 215     | 1775         | Salcburk        | Pochod pro orchestr D dur |
| 216     | 1775         | Salcburk        | Koncert pro housle č. 3 G dur |
| 217     | 1775         | Salcburk        | Árie pro soprán 'Voi avete un cor fedele' |
| 218     | 1775         | Salcburk        | Koncert pro housle č. 4 D dur |
| 219     | 1775         | Salcburk        | Koncert pro housle č. 5 A dur |
| 220     | 1775         | Mnichov         | Mše 'Missa brevis' C dur |
| 221     | 1771         | Salcburk        | Kyrie C dur |
| 222     | 1775         | Mnichov         | Ofertorium de tempore 'Misericordias Domini' d moll |
| 223     | 1773         | ???             | 'Ossana' (úryvek) C dur |
| 224     | 1776         | Salcburk        | Chrámová sonáta pro varhany a smyčce F dur |
| 225     | 1776         | Salcburk        | Chrámová sonáta pro varhany a smyčce A dur |
| 226     | ???          | ???             | Kánon 'O Schwester traut dem Amor nicht' (padělaný) |
| 227     | ???          | ???             | Kánon 'O wunderschön ist Gottes Erde' - Byrd (padělaný) |
| 228     | 1787         | Vídeň           | Dvojitý kánon 'Ach, zu kurz' |
| 229     | 1782         | Vídeň           | Kánon 'Sie ist dahin' |
| 230     | 1782         | Vídeň           | Kánon 'Selig, selig alle' |
| 231     | 1782         | Vídeň           | Kánon 'Leck mich im Arsch' |
| 232     | 1787         | Vídeň           | Kánon 'Lieber Freistädtler, lieber Gaulimauli' |
| 233     | 1782         | Vídeň           | Kánon 'Leck mir am Arsch fein recht' |
| 234     | 1782         | Vídeň           | Kánon 'Bei der Hitz' |
| 235     | 1782         | Vídeň           | Kánon pro klavír (P. E. Bach) |
| 236     | 1790         | Vídeň           | Andantino pro klavír Es dur |
| 237     | 1774         | Salcburk        | Pochod pro orchestr D dur |
| 238     | 1776         | Salcburk        | Klavírní koncert č. 6 B dur |
| 239     | 1776         | Salcburk        | Serenáda č. 6 pro 2 orchestry D dur |
| 240     | 1776         | Salcburk        | Divertimento č. 9 B dur |
| 241     | 1776         | Salcburk        | Chrámová sonáta pro varhany a smyčce G dur |
| 242     | 1776         | Salcburk        | Koncert pro 3 klavíry č. 7 F dur |
| 243     | 1776         | Salcburk        | 'Litaniae de venerabili altaris sacramento' |
| 244     | 1776         | Salcburk        | Chrámová sonáta pro varhany a smyčce F dur |
| 245     | 1776         | Salcburk        | Chrámová sonáta pro varhany a smyčce D dur |
| 246     | 1776         | Salcburk        | Klavírní koncert č. 8 „Lützow“ C dur |
| 247     | 1776         | Salcburk        | Divertimento č. 10 F dur |
| 248     | 1776         | Salcburk        | Pochod pro orchestr F dur |
| 249     | 1776         | Salcburk        | Pochod (pro 'Haffnerovu' serenádu) D dur |
| 250     | 1776         | Salcburk        | Serenáda č. 7 'Haffnerova' D dur |
| 251     | 1776         | Salcburk        | Divertimento č. 11 D dur |
| 252     | 1776         | Salcburk        | Divertimento č. 12 Es dur |
| 253     | 1776         | Salcburk        | Divertimento č. 13 F dur |
| 254     | 1776         | Salcburk        | Divertimento (trio pro klavír, housle, violoncello) B dur |
| 255     | 1776         | Salcburk        | Recitativ a árie pro alt 'Ombra felice' |
| 256     | 1776         | Salcburk        | Árie pro tenor 'Clarice, cara mia sposa' |
| 257     | 1776         | Salcburk        | Mše 'Credo' C dur |
| 258     | 1776         | Salcburk        | Mše (Missa brevis) 'Spaur' C dur |
| 259     | 1776         | Salcburk        | Mše (Missa brevis) 'Varhanní sólo' C dur |
| 260     | 1776         | Salcburk        | Ofertorium 'Venite, Populi' |
| 261     | 1776         | Salcburk        | Adagio pro houslový koncert, KV. 219 E dur |
| 262     | 1776         | Salcburk        | Mše (Missa) 'Longa' C dur |
| 263     | 1776         | Salcburk        | Chrámová sonáta pro varhany a smyčce C dur |
| 264     | 1778         | Paříž           | 9 variací pro klavír 'Lison dormait' |
| 265     | 1778         | Paříž           | 12 variací pro klavír 'Ah, vous dirai-je, maman' |
| 266     | 1777         | Salcburk        | Trio (Nachtmusik) pro 2 housle a basu B dur |
| 266     | 1777         | Salcburk        | 4 kontredansy |
| 268     | 1780?        | Salcb./Mnich.   | Koncert pro housle č.6 (pochybný) Es dur |
| 269     | 1776         | Salcburk        | Rondo concertante pro housle a orchestr B dur |
| 270     | 1777         | Salcburk        | Divertimento č. 14 B dur |
| 271     | 1777         | Salcburk        | Klavírní koncert č. 9 'Jeunehomme' Es dur |
| 271a    | 1777?        | Salcburk        | Koncert pro housle č. 7 (pochybný) D dur |
| 272     | 1777         | Salcburk        | Recitativ a árie pro soprán 'Ah, lo previdi' |
| 273     | 1777         | Salcburk        | Graduál 'Sancta Maria' |
| 274     | 1777         | Salcburk        | Chrámová sonáta pro varhany a smyčce G dur |
| 275     | 1777         | Salcburk        | Mše 'Missa brevis' B dur |
| 276     | 1779         | Salcburk        | 'Regina Coeli' C dur |
| 277     | 1777         | Salcburk        | Ofertorium 'Alma Dei creatoris' |
| 278     | 1777         | Salcburk        | Chrámová sonáta pro varhany a smyčce C dur |
| 279     | 1774         | Salcburk        | Klavírní sonáta č. 1 C dur |
| 280     | 1774         | Salcburk        | Klavírní sonáta č. 2 F dur |
| 281     | 1774         | Salcburk        | Klavírní sonáta č. 3 B dur |
| 282     | 1774         | Salcburk        | Klavírní sonáta č. 4 Es dur |
| 283     | 1774         | Salcburk        | Klavírní sonáta č. 5 G dur |
| 284     | 1775         | Mnichov         | Klavírní sonáta č. 6 „Dürnitz“ D dur |
| 285     | 1777         | Mannheim        | Kvartet pro flétnu a smyčce č. 1 D dur |
| 285a    | 1778         | Mannheim        | Kvartet pro flétnu a smyčce č. 2 (ztracený) G dur |
| 285b    | 1778         | Mannheim        | Kvartet pro flétnu a smyčce č. 3 C dur |
| 286     | 1776/7       | Salcburk        | Nokturno (Serenáda č. 8) pro 4 orchestry D dur |
| 287     | 1777         | Salcburk        | Divertimento č. 15 B dur |
| 288     | 1777         | Salcburk        | Divertimento F dur |
| 289     | 1777         | Salcburk        | Divertimento č. 16 Es dur |
| 290     | 1773         | Vídeň           | Pochod pro 2 lesní rohy a smyčce D dur |
| 291     | ???          | ???             | Fuga pro orchestr (od Michaela Haydna) |
| 292     | 1775         | Mnichov         | Sonáta pro fagot a violoncello B dur |
| 293     | 1783         | Vídeň           | Koncert pro hoboj (část) F dur |
| 294     | 1778         | Mannheim        | Recitativ a árie pro soprán 'Alcandro, lo confesso' |
| 295     | 1778         | Mannheim        | Árie pro tenor 'Se al labbro mio non credi' |
| 296     | 1778         | Mannheim        | Sonáta pro klavír a housle C dur |
| 297     | 1778         | Paříž           | Symfonie č. 31 'Pařížská' D dur |
| 297a    | 1778         | Paříž           | (Ap. 1) 8 čísel k 'Miserere' Holzbauera (ztraceno) |
| 297b    | 1778         | Paříž           | (Ap. 9) 'Sinfonia concertante' Es dur |
| 298     | 1778         | Paříž           | Kvartet pro flétnu a smyčce A dur |
| 299     | 1778         | Paříž           | Koncert pro flétnu a harfu C dur |
| 299b    | 1778         | Paříž           | (Ap. 10) Baletní hudba 'Les petits riens' |
| 300     | 1778         | Paříž           | Gavota pro orchestr B dur |
| 301     | 1778         | Mannheim        | Sonáta pro housle a klavír G dur |
| 302     | 1778         | Mannheim        | Sonáta pro housle a klavír Es dur |
| 303     | 1778         | Mannheim        | Sonáta pro housle a klavír C dur |
| 304     | 1778         | Paříž           | Sonáta pro housle a klavír e moll |
| 305     | 1778         | Paříž           | Sonáta pro housle a klavír A dur |
| 306     | 1778         | Paříž           | Sonáta pro housle a klavír D dur |
| 307     | 1777         | Mannheim        | Arietta 'Oiseaux, si tous les ans' |
| 308     | 1778         | Mannheim        | Arietta 'Dans un bois solitaire' |
| 309     | 1777         | Mannheim        | Sonáta pro klavír č. 7 C dur |
| 310     | 1778         | Paříž           | Sonáta pro klavír č. 8 a moll |
| 311     | 1777         | Mannheim        | Sonáta pro klavír č. 9 D dur |
| 311a    | 1778         | Paříž           | (Ap. 8) Overtura (pochybná) B dur |
| 312     | 1774         | Salcburk        | Allegro z klavírní sonáty g moll |
| 313     | 1778         | Mannheim        | Koncert pro flétnu G dur |
| 314     | 1778         | Mannheim        | Koncert pro flétnu (nebo hoboj) D dur |
| 315     | 1778         | Mannheim        | 'Andante pro flétnu a orchestr' C dur |
| 315a    | 1779         | Salcburk        | 8 menuetů |
| 316     | 1778         | Paříž           | Recitativ a árie pro soprán 'Popoli di Tessaglia'; autor textu: Raniero de Calzabigi                                                                                              |
| 317     | 1779         | Salcburk        | 'Krönungsmesse / Korunovační mše' C dur |
| 318     | 1779         | Salcburk        | Symfonie č. 32 (overtura) G dur |
| 319     | 1779         | Salcburk        | Symfonie č. 33 B dur |
| 320     | 1779         | Salcburk        | Serenáda č. 9 'Poštovní roh' D dur |
| 321     | 1779         | Salcburk        | 'Vesperae de Dominica' C dur |
| 322     | 1778         | Mannheim        | 'Kyrie' (část) Es dur |
| 323     | 1779         | Salcburk        | 'Kyrie' (část) C dur |
| 324     | 1779         | ???             | Hymnus 'Salus infirmorum' (pochybné) |
| 325     | 1779         | ???             | Hymnus 'Sancta Maria, ora pro nobis' (pochybné) |
| 326     | 1771         | Salcburk        | Hymnus 'Justum deduxit Dominus' |
| 327     | ???          | ???             | Hymnus 'Adoramus te' (od Gaspariniho) |
| 328     | 1779         | Salcburk        | Chrámová sonáta pro varhany a smyčce C dur |
| 329     | 1779         | Salcburk        | Chrámová sonáta pro varhany a smyčce C dur |
| 330     | 1778         | Paříž           | Sonáta pro klavír C dur |
| 331     | 1778         | Paříž           | Sonáta pro klavír č. 11 A dur |
| 332     | 1778         | Paříž           | Sonáta pro klavír F dur |
| 333     | 1778         | Paříž           | Sonáta pro klavír B dur |
| 334     | 1779         | Salcburk        | Divertimento „Robinig von Rottenfeld“ č. 17 D dur |
| 335     | 1779         | Salcburk        | 2 pochody pro orchestr D dur |
| 336     | 1780         | Salcburk        | Chrámová sonáta pro varhany a smyčce C dur |
| 337     | 1780         | Salcburk        | Mše 'Missa solemnis' C dur |
| 338     | 1780         | Salcburk        | Symfonie č. 34 C dur |
| 339     | 1780         | Salcburk        | 'Vesperae solemnes de confessore' C dur |
| 340     | 1780         | ???             | Kyrie (ztracené; nejisté) |
| 341     | 1781         | Mnichov         | Kyrie d moll |
| 342     | ???          | ???             | Ofertorium 'Benedicite angeli' (od Leopolda Mozarta) |
| 343     | 1779?        | Salcburk        | 2 německé chrámové písně: „O Gottes Lamm“, „Als aus Ägypten“, pro soprán a basso continuo                                                                                         |
| 344     | 1779         | Salcburk        | Opera (singspiel) 'Zaide' (neúplná); autor textu: Johann Andreas Schachtner |
| 345     | 1779         | Salcburk        | Opera - sbory a mezihry pro 'König Thamos / Thamos, král egyptský'; autor textu: Baron Tobias Philipp von Gebler                                                                  |
| 346     | 1783         | Vídeň           | Nokturno 'Luci care, luci belle' pro 3 hlasy a 3 basetové rohy |
| 347     | 1782         | Vídeň           | Kánon 'Lasst uns zieh’n' |
| 348     | 1782         | Vídeň           | Kánon 'V'amo di core teneramente' |
| 349     | 1780/1       | Mnichov         | Píseň pro klavír, 'Die Zufriedenheit', 'Was frag ich' |
| 350     | ???          | ???             | Píseň pro klavír 'Schlafe mein Prinzchen' (od Bernharda Fliese) |
| 351     | 1780/1       | Mnichov         | Píseň s mandolínou 'Komm, liebe Zither' |
| 352     | 1781         | Vídeň           | 8 variací pro klavír 'Les mariages samnites' |
| 353     | 1778         | Paříž           | 12 variací pro klavír 'La belle Françoise' |
| 354     | 1778         | Paříž           | 12 variací pro klavír 'Je suis Lindor' |
| 355     | 1790         | Vídeň           | Menut pro klavír D dur |
| 356     | 1791         | Vídeň           | Adagio pro skleněnou harmoniku C dur |
| 357     | 1786         | Vídeň           | Klavírní sonáta pro čtyři ruce (část) G dur |
| 358     | 1774         | Salcburk        | Klavírní sonáta pro čtyři ruce B dur |
| 359     | 1781         | Vídeň           | 12 variací pro housle a klavír 'La Bergere Celimene' |
| 360     | 1781         | Vídeň           | 6 variací pro housle a klavír 'Helas, j'ai perdu mon amant' |
| 361     | 1781         | Mnichov/Vídeň   | Serenáda č. 10 pro dechové nástroje, viz KV 46 B dur |
| 362     | 1780/1       | Mnichov?        | Pochod (Idomeneo) C dur |
| 363     | 1780         | Salcburk        | 3 menuety |
| 364     | 1779         | Salcburk        | Sinfonia concertante pro housle, violu a orchestr Es dur |
| 365     | 1779         | Salcburk        | Koncert pro 2 klavíry č. 10, viz KV 624 (2 klarinety, 2 trumpety a tympány přidány v roce 1781) Es dur                                                                            |
| 366     | 1780/1       | Salcb./Mnich.   | Opera seria 'Idomeneo, re di Creta'; autor: Gianbattista Varesco, po A. Danchetovi                                                                                                |
| 367     | 1781         | Mnichov         | Baletní hudba k opeře 'Idomeneo'; choreograf: Jean Pierre Le Grand |
| 368     | 1781         | Mnichov         | Recitativ a árie pro soprán 'Ma, che vi fece, o stelle' na Metastasiův text |
| 369     | 1781         | Mnichov         | Scéna a árie pro soprán 'Misera, dove son!' na Metastasiův text |
| 370     | 1781         | Mnichov         | Kvartet pro hoboje a smyčce F dur |
| 371     | 1781         | Vídeň           | Rondo pro lesní roh a orchestr (skica) Es dur |
| 372     | 1781         | Vídeň           | Allegro ze sonáty pro housle a klavír (část, dokončeno Maxmiliánem Stadlerem) B dur                                                                                               |
| 373     | 1781         | Vídeň           | Rondo pro houslový koncert C dur |
| 374     | 1781         | Vídeň           | Recitativ a árie pro soprán 'Or che il cielo' |
| 375     | 1781         | Vídeň           | Serenáda č. 11 pro dechové nástroje (2 klarinety, 2 lesní rohy, 2 fagoty, v roce 1782 přidány 2 hoboje) E dur                                                                     |
| 376     | 1781         | Vídeň           | Sonáta pro housle a klavír F dur |
| 377     | 1781         | Vídeň           | Sonáta pro housle a klavír F dur |
| 378     | 1779         | Salcburk        | Sonáta pro housle a klavír B dur |
| 379     | 1781         | Vídeň           | Sonáta pro housle a klavír G dur |
| 380     | 1781         | Vídeň           | Sonáta pro housle a klavír Es dur |
| 381     | 1772         | Salcburk?       | Klavírní sonáta pro 4 ruce D dur |
| 382     | 1782         | Vídeň           | Rondo pro klavír a orchestr D dur |
| 383     | 1782         | Vídeň           | Árie pro soprán 'Nehmt meinen Dank' |
| 384     | 1781/2       | Vídeň           | Opera (singspiel) 'Die Entführung aus dem Serail / Únos ze serailu' |
| 385     | 1782         | Vídeň           | Symfonie č. 35 'Haffnerova' D dur |
| 386     | 1782         | Vídeň           | Rondo pro klavír a orchestr A dur |
| 386d    | 1782         | Vídeň           | (Ap. 25) Recitativ 'O Calpe' (část) |
| 387     | 1782         | Vídeň           | Smyčcový kvartet č. 14 G dur |
| 388     | 1782         | Vídeň           | Serenáda č. 12 pro dechové nástroje, viz KV 406 c moll |
| 389     | 1782         | Vídeň           | Duet 'Welch ängstliches Beben' (Die Entführung) |
| 390     | 1780         | Salcburk        | Píseň pro klavír 'Ich würd auf meinem Pfad' |
| 391     | 1780         | Salcburk        | Píseň pro klavír 'Sei du mein Trost' |
| 392     | 1780         | Salcburk        | Píseň pro klavír 'Verdankt sei es dem Glanz' |
| 393     | 1782         | Vídeň           | 'Solfeggi' pro soprán |
| 394     | 1782         | Vídeň           | Fantazie a fuga pro klavír C dur |
| 395     | 1778         | Paříž           | Capriccio pro klavír C dur |
| 396     | 1782         | Vídeň           | Adagio pro klavír a housle, dokončena Maxmiliánem Stadlerem c moll |
| 397     | 1782         | Vídeň           | Fantazie pro klavír (dokončena anonymně) d moll |
| 398     | 1783         | Vídeň           | 6 variací pro klavír 'Salve tu, Domine' |
| 399     | 1782         | Vídeň           | Suita pro klavír (neúplná) C dur |
| 400     | 1781         | Vídeň           | Allegro z klavírní sonáty, dokončena Maxmiliánem Stadlerem B dur |
| 401     | 1782         | Vídeň           | Fuga pro klavír g moll |
| 402     | 1782         | Vídeň           | Sonáta pro housle a klavír (část) A dur |
| 403     | 1782         | Vídeň           | Sonáta pro housle a klavír (část) C dur |
| 404     | 1782         | Vídeň           | Andante a allegretto pro housle a klavír (část) C dur |
| 404a    | 1782         | Vídeň           | 6 preludií k fugám od J. S. a W. F. Bacha pro smyčcové trio |
| 405     | 1782         | Vídeň           | 5 fug od J. S. Bacha upravených pro smyčcový kvartet |
| 406     | 1787         | Vídeň           | Kvintet pro smyčce upravené z KV 388 c moll |
| 407     | 1782         | Vídeň           | Kvintet pro lesní roh a smyčce Es dur |
| 408     | 1782         | Vídeň           | 3 pochody pro orchestr |
| 409     | 1782         | Vídeň           | Menuet k symfonii C dur |
| 410     | 1783         | Vídeň           | Adagio pro dva basetové rohy a fagot F dur |
| 411     | 1783         | Vídeň           | Adagio pro 2 klarinety a 3 basetové rohy F dur |
| 412     | 1782         | Vídeň           | Koncert pro lesní roh D dur |
| 413     | 1782/3       | Vídeň           | Klavírní koncert č. 11 viz KV 624 F dur |
| 414     | 1782         | Vídeň           | Klavírní koncert č. 12 viz KV 624 A dur |
| 415     | 1782/3       | Vídeň           | Klavírní koncert č. 13 viz KV 624 C dur |
| 416     | 1783         | Vídeň           | Scéna a rondo pro soprán 'Mia speranza adorata' |
| 417     | 1783         | Vídeň           | Koncert pro lesní roh E dur |
| 418     | 1783         | Vídeň           | Árie pro soprán 'Vorrei spiegarvi, oh Dio' |
| 419     | 1783         | Vídeň           | Árie pro soprán 'No, no, che non sei capace' |
| 420     | 1783         | Vídeň           | Árie pro tenor 'Per pietà, non ricercate' |
| 421     | 1783         | Vídeň           | Smyčcový kvartet č. 15 d moll |
| 422     | 1783         | Salcburk        | Opera buffa 'L'oca del Cairo' (část) |
| 423     | 1783         | Salcburk        | Duo pro housle a violu G dur |
| 424     | 1783         | Salcburk        | Duo pro housle a violu B dur |
| 425     | 1783         | Linz            | Symfonie č. 36 C dur |
| 426     | 1783         | Vídeň           | Fuga pro 2 klavíry c moll |
| 427     | 1782/3       | Vídeň           | Mše c moll |
| 428     | 1783         | Vídeň           | Smyčcový kvartet č. 16 Es dur |
| 429     | 1783         | Vídeň           | Kantáta 'Dir, Seele des Weltalls' |
| 429a    | 1783         | Vídeň           | Kantáta 'Dir, Seele des Weltalls' with Piano |
| 430     | 1783         | Salcburk        | Opera buffa 'Lo sposo deluso' (část) |
| 431     | 1783         | Vídeň           | Recitativ a árie pro tenor 'Misoro! o sogno!' |
| 432     | 1783         | Vídeň           | Recitativ a árie pro bas 'Così dunque tradisci' |
| 433     | 1783         | Vídeň           | Arietta pro bas 'Männer suchen stets' |
| 434     | 1783         | Salcburk        | Terzetto 'Del gran regno delle Amazoni' |
| 435     | 1783         | Vídeň           | Árie pro tenor 'Müsst ich auch' |
| 436     | 1783         | Vídeň           | Nokturno pro 2 soprány a bas 'Ecco quel fiero istante' |
| 437     | 1783         | Vídeň           | Nokturno pro 2 soprány a bas 'Mi lagnerò tacendo' |
| 438     | 1783         | Vídeň           | Nokturno pro 3 hlasy 'Se lontan ben mio, tu sei' |
| 439     | 1783         | Vídeň           | Nokturno pro 2 soprány a bas 'Due pupille amabili' |
| 440     | 1782         | Vídeň           | Árie pro soprán 'In te spero, o sposo' |
| 441     | 1783         | Vídeň           | Terzetto 'Liebes Mandel, wo ist's Bandel' |
| 442     | 1783         | Vídeň           | Trio pro klavír, housle a violoncello (neúplné) d moll |
| 443     | 1782         | Vídeň           | Fuga pro hlasové party (část) |
| 444     | 1783         | Linec           | Úvod k symfonii (původně č. 37) Michaela Haydna G dur |
| 445     | 1779         | Salcburk        | Pochod pro orchestr D dur |
| 446     | 1783         | Vídeň           | Hudba k pantomimě (část) |
| 447     | 1783         | Vídeň           | Koncert pro lesní roh Es dur |
| 448     | 1781         | Vídeň           | Sonáta pro 2 klavíry D dur |
| 449     | 1784         | Vídeň           | Klavírní koncert č. 14 viz KV 624 E dur |
| 450     | 1784         | Vídeň           | Klavírní koncert č. 15 viz KV 624 B dur |
| 451     | 1784         | Vídeň           | Klavírní koncert č. 16 viz KV 624 D dur |
| 452     | 1784         | Vídeň           | Kvintet pro klavír a dechové nástroje E dur |
| 453     | 1784         | Vídeň           | Klavírní koncert č. 17 viz KV 624 G dur |
| 454     | 1784         | Vídeň           | Sonáta pro housle a klavír B dur |
| 455     | 1784         | Vídeň           | 10 variací pro klavír 'Unser dummer Pöbel meint' |
| 456     | 1784         | Vídeň           | Klavírní koncert č. 18 viz KV 624 B dur |
| 457     | 1784         | Vídeň           | Sonáta pro klavír c moll |
| 458     | 1784         | Vídeň           | Smyčcový kvartet č. 17 'Lovecký' B dur |
| 459     | 1784         | Vídeň           | Klavírní koncert č. 19 viz KV 624 F dur |
| 460     | 1784         | Vídeň           | 8 variací pro klavír 'Come un agnello' |
| 461     | 1784         | Vídeň           | 6 menutů pro orchestr |
| 462     | 1784         | Vídeň           | 6 kontredansů pro orchestr |
| 463     | 1784         | Vídeň           | 2 kontredansy s menuety pro orchestr |
| 464     | 1785         | Vídeň           | Smyčcový kvartet č. 18 A dur |
| 465     | 1785         | Vídeň           | Smyčcový kvartet č. 19 'Disonantní' C dur |
| 466     | 1785         | Vídeň           | Klavírní koncert č. 20 viz KV 624 d moll |
| 467     | 1785         | Vídeň           | Klavírní koncert č. 21 C dur |
| 468     | 1785         | Vídeň           | Píseň pro klavír 'Die ihr einem neuen Grade' |
| 469     | 1785         | Vídeň           | Oratorium 'Davide penitente' |
| 470     | 1785         | Vídeň           | Andante k houslovému koncertu Viottiho (ztraceno) |
| 471     | 1785         | Vídeň           | Kantáta 'Die Maurerfreude' |
| 472     | 1785         | Vídeň           | Píseň pro klavír 'Ihr Mädchen, flieht' |
| 473     | 1785         | Vídeň           | Píseň pro klavír 'Wie sanft, wie ruhig' |
| 474     | 1785         | Vídeň           | Píseň pro klavír 'Der reiche Tor' |
| 475     | 1785         | Vídeň           | Fantazie pro klavír c moll |
| 476     | 1785         | Vídeň           | Píseň pro klavír 'Das Veilchen / Fialka' |
| 477     | 1785         | Vídeň           | Maurerische Trauermusik (Zednářská smuteční hudba) |
| 478     | 1785         | Vídeň           | Kvartet pro klavír a smyčce g moll |
| 479     | 1785         | Vídeň           | Kvartet 'Dite almeno' |
| 480     | 1785         | Vídeň           | Tercet 'Mandina amabile' |
| 481     | 1785         | Vídeň           | Sonáta pro housle a klavír Es dur |
| 482     | 1785         | Vídeň           | Klavírní koncert č. 22 Es dur |
| 483     | 1785         | Vídeň           | Píseň se sborem 'Zerfliesset heut', geliebte Brüder' |
| 484     | 1785         | Vídeň           | Sbor 'Ihr unsre neuen Leiter' |
| 485     | 1786         | Vídeň           | Rondo pro klavír D dur |
| 486     | 1786         | Vídeň           | Opera (singspiel) 'Der Schauspieldirektor / Divadelní ředitel' |
| 486a    | 1778         | Mannheim        | Recitativ a árie pro soprán 'Basta, vincesti' |
| 487     | 1786         | Vídeň           | 12 duet pro 2 lesní (basetové?) rohy |
| 488     | 1786         | Vídeň           | Klavírní koncert č. 23 viz KV 624 A dur |
| 489     | 1786         | Vídeň           | Duet pro soprán a tenor 'Spiegarti, oh Dio, non posso' |
| 490     | 1786         | Vídeň           | Scéna a rondo pro soprán 'Non più, tutto' |
| 491     | 1786         | Vídeň           | Klavírní koncert č. 24 c moll |
| 492     | 1785/6       | Vídeň           | Opera buffa 'Le nozze di Figaro / Figarova svatba' |
| 493     | 1786         | Vídeň           | Kvartet pro klavír a smyčce Es dur |
| 494     | 1786         | Vídeň           | Rondo pro klavír F dur |
| 495     | 1786         | Vídeň           | Koncert pro lesní roh Es dur |
| 496     | 1786         | Vídeň           | Trio pro klavír, housle a violoncello G dur |
| 497     | 1786         | Vídeň           | Klavírní sonáta pro 4 ruce F dur |
| 498     | 1786         | Vídeň           | Trio pro klavír, klarinet a housle Es dur |
| 498a    | 1786         | Vídeň           | Sonáta pro klavír (část) B dur |
| 499     | 1786         | Vídeň           | Smyčcový kvartet č. 20 D dur |
| 500     | 1786         | Vídeň           | 12 variací pro klavír B dur |
| 501     | 1786         | Vídeň           | Andante s 5 variacemi pro klavírní duet G dur |
| 502     | 1786         | Vídeň           | Trio pro klavír, housle a violoncello B dur |
| 503     | 1786         | Vídeň           | Klavírní koncert č. 25 C dur |
| 504     | 1786         | Vídeň           | Symfonie č. 38 'Pražská' D dur |
| 505     | 1786         | Vídeň           | Scéna a rondo pro soprán 'Ch'io mi scordi di te' |
| 506     | 1786?        | Vídeň           | Píseň s klavírem, 'Lied der Freiheit', 'Wer unter eines Mädchens Hand' F dur |
| 507     | 1786         | Vídeň           | Kánon 'Heiterkeit und Leichtes Blut' F dur |
| 508     | 1786         | Vídeň           | Kánon 'Auf das Wohl aller Freunde' F dur |
| 509     | 1787         | Praha           | 6 německých tanců pro orchestr F dur |
| 510     | 1787         | ???             | 9 kontredansů pro orchestr (pochybné) |
| 511     | 1787         | Vídeň           | Rondo pro klavír a moll |
| 512     | 1787         | Vídeň           | Recitativ a árie pro bas 'Alcandro, lo confesso' |
| 513     | 1787         | Vídeň           | Árie pro bas 'Mentre ti lascio' |
| 514     | 1791         | Vídeň           | Rondo pro lesní roh a orchestr (část) |
| 514a    | 1787         | Vídeň           | Smyčcový kvintet (část) B dur |
| 515     | 1787         | Vídeň           | Smyčcový kvintet C dur |
| 516     | 1787         | Vídeň           | Smyčcový kvintet g moll |
| 517     | 1787         | Vídeň           | Píseň s klavírem, 'Die Alte, `Zu meiner Zeit' e moll |
| 518     | 1787         | Vídeň           | Píseň s klavírem 'Sobald Damoetas' F dur |
| 519     | 1787         | Vídeň           | Píseň s klavírem 'Das Lied der Trennung, Die Engel Gottes weinen' f moll |
| 520     | 1787         | Vídeň           | Píseň s klavírem 'Erzeugt von heisser Phantasie' c moll |
| 521     | 1787         | Vídeň           | Klavírní sonáta pro 4 ruce C dur |
| 522     | 1787         | Vídeň           | Divertimento pro smyčcové kvarteto a 2 lesní rohy 'Hudební žert' F dur |
| 523     | 1787         | Vídeň           | Píseň s klavírem 'Abend ist's' F dur |
| 524     | 1787         | Vídeň           | Píseň s klavírem 'An Chloe' Es dur |
| 525     | 1787         | Vídeň           | Serenáda pro smyčcový kvartet a kontrabas ('Malá noční hudba') G dur |
| 526     | 1787         | Vídeň           | Sonáta pro housle a klavír A dur |
| 527     | 1787         | Praha           | Opera buffa 'Don Giovanni' |
| 528     | 1787         | Praha           | Scéna pro soprán 'Bella mia fiamma' |
| 529     | 1787         | Praha           | Píseň s klavírem 'Es war einmal' F dur |
| 530     | 1787</td>    | Praha           | Píseň s klavírem 'Wo bist du, Bild?' Es dur |
| 531     | 1787         | Vídeň           | Píseň s klavírem 'Die kleine Spinnerin, was spinnst du?' C dur |
| 532     | 1787         | Vídeň           | Terzetto 'Grazie agl'inganni tuoi' (skica) |
| 533     | 1788         | Vídeň           | Allegro a andante pro klavír F dur |
| 534     | 1788         | Vídeň           | Kontredans pro orchestr D dur |
| 535     | 1788         | Vídeň           | Kontredans 'La Battaille' pro orchestr C dur |
| 535a    | 1788         | Vídeň           | 3 kontredansy pro orchestr |
| 536     | 1788         | Vídeň           | 6 německých tanců pro orchestr C, G, B, D, F, F dur |
| 537     | 1788         | Vídeň           | Klavírní koncert č. 26 'Korunovační' D dur |
| 538     | 1788         | Vídeň           | Árie pro soprano 'Ah se in ciel' |
| 539     | 1788         | Vídeň           | Píseň 'Ich möchte wohl' |
| 540     | 1788         | Vídeň           | Adagio pro klavír b moll |
| 541     | 1788         | Vídeň           | Arietta pro bas 'Un bacio di mano' |
| 542     | 1788         | Vídeň           | Trio pro klavír, housle a violoncello Es dur |
| 543     | 1788         | Vídeň           | Symfonie č. 39 Es dur |
| 544     | 1788         | Vídeň           | Pochod 'Ein kleiner Marsch' (ztraceno) D dur |
| 545     | 1788         | Vídeň           | Sonáta pro klavír 'Sonatina' C dur |
| 546     | 1788         | Vídeň           | Adagio a fuga pro smyčce (původně pro 2 klavíry) c moll |
| 547     | 1788         | Vídeň           | Sonatina pro housle a klavír F dur |
| 547a    | 1788         | Vídeň           | Sonáta pro klavír F dur |
| 548     | 1788         | Vídeň           | Trio pro klavír, housle a violoncello C dur |
| 549     | 1788         | Vídeň           | Canzonetta pro 2 soprány a bas 'Più non si trovano' |
| 550     | 1788         | Vídeň           | Symfonie č. 40 g moll |
| 551     | 1788         | Vídeň           | Symfonie č. 41 'Jupiter' C dur |
| 552     | 1788         | Vídeň           | Píseň s klavírem 'Beim Auszug in das Feld, Dem hohen Kaiser-Worter treu' A dur |
| 553     | 1788         | Vídeň           | Kánon 'Alleluja' C dur |
| 554     | 1788         | Vídeň           | Kánon 'Ave Maria' F dur |
| 555     | 1788         | Vídeň           | Kánon 'Lacrimoso son io' a moll |
| 556     | 1788         | Vídeň           | Kánon 'G'rechtelt's enk' G dur |
| 557     | 1788         | Vídeň           | Kánon 'Nascoso e il mio sol' f moll |
| 558     | 1788         | Vídeň           | Kánon 'Gehn ma in'n Prada' B dur |
| 559     | 1788         | Vídeň           | Kánon 'Difficile lectu mihi' F dur |
| 560     | 1788         | Vídeň           | Kánony 'O du eselhafter Martin' - `O du eselhafter Peierl' F dur |
| 561     | 1788         | Vídeň           | Kánon 'Bona nox, bist a rechta Ox' A dur |
| 562     | 1788         | Vídeň           | Kánon 'Caro, bell'idol mio' A dur |
| 562e    | 1788         | Vídeň           | Trio pro housle, violu a violoncello (část, viz KV A66) G dur |
| 563     | 1788         | Vídeň           | Divertimento pro smyčcové trio Es dur |
| 564     | 1788         | Vídeň           | Trio pro klavír, housle a violoncello G dur |
| 565     | 1788         | Vídeň           | 2 kontredansy pro orchestr |
| 566     | 1788         | Vídeň           | Instrumentace 'Acis & Galatea' od G. F. Händela |
| 567     | 1788         | Vídeň           | 6 německých tanců pro orchestr B, Es, G, D, A, C dur |
| 568     | 1788         | Vídeň           | 12 menuetů pro orchestr C, F, B, Es, G, D, A, F, B, D, G, C dur |
| 569     | 1789         | Vídeň           | Árie 'Ohne Zwang' (ztraceno) |
| 570     | 1789         | Vídeň           | Sonáta pro klavír B dur |
| 571     | 1789         | Vídeň           | 6 německých tanců pro orchestr D, A, C, G, B, D dur |
| 571a    | 1789         | Vídeň           | Komický kvartet 'Caro mio, Druck und Schluck' |
| 572     | 1789         | Vídeň           | Instrumentace 'The Messiah' od G. F. Händela |
| 573     | 1789         | Postupim        | 9 variací pro klavír (Duport) D dur |
| 574     | 1789         | Lipsko          | Gigue pro klavír G dur |
| 575     | 1789         | Vídeň           | Smyčcový kvartet č. 21 D dur |
| 576     | 1789         | Vídeň           | Sonáta pro klavír D dur |
| 577     | 1789         | Vídeň           | Rondo pro soprán 'Al desio' |
| 578     | 1789         | Vídeň           | Árie pro soprán 'Alma grande' |
| 579     | 1789         | Vídeň           | Árie pro soprán 'Un moto di gioia' |
| 580     | 1789         | Vídeň           | Árie pro soprán 'Schon lacht der holde Frühling' |
| 581     | 1789         | Vídeň           | Kvintet pro klarinet a smyčcové nástroje A dur |
| 582     | 1789         | Vídeň           | Árie pro soprán 'Chi sa, chi sa, qual sia' |
| 583     | 1789         | Vídeň           | Árie pro soprán 'Vado, ma dove?' |
| 584     | 1789         | Vídeň           | Árie pro bas 'Rivolgete a lui lo sguardo' |
| 585     | 1789         | Vídeň           | 12 menuetů pro orchestr D, F, B, Es, G, C, A, F, Es, G, D dur |
| 586     | 1789         | Vídeň           | 12 německých tanců pro orchestr C, G, B, F, A, D, G, Es, B, F, A, C dur |
| 587     | 1789         | Vídeň           | Kontredanse pro orchestr C dur |
| 588     | 1790         | Vídeň           | Opera buffa 'Così fan tutte' |
| 589     | 1790         | Vídeň           | Smyčcový kvartet č. 22 B dur |
| 590     | 1790         | Vídeň           | Smyčcový kvartet č. 23 F dur |
| 591     | 1790         | Vídeň           | Instrumentace 'Alexander's Feast' od G. F. Händela |
| 592     | 1790         | Vídeň           | Instrumentace 'Ode to Saint Cecilia' od G. F. Händela |
| 593     | 1790         | Vídeň           | Smyčcový kvintet D dur |
| 594     | 1790         | Frankfurt/Vídeň | Adagio a allegro pro mechanické varhany f moll |
| 595     | 1791         | Vídeň           | Klavírní koncert č. 27 KV 624 B dur |
| 596     | 1791         | Vídeň           | Píseň s klavírem 'Komm, lieber Mai' F dur |
| 597     | 1791         | Vídeň           | Píseň s klavírem 'Erwacht zum neuen Leben' Es dur |
| 598     | 1791         | Vídeň           | Píseň s klavírem 'Wir Kinder' A dur |
| 599     | 1791         | Vídeň           | 6 menuetů pro orchestr C, G, Es, B, F, D dur |
| 600     | 1791         | Vídeň           | 6 německých tanců pro orchestr C, F, B, Es, G, D dur |
| 601     | 1791         | Vídeň           | 4 menuety pro orchestr A, C, G, D dur |
| 602     | 1791         | Vídeň           | 4 německé tance pro orchestr B, F, C, A dur |
| 603     | 1791         | Vídeň           | 2 kontredansy pro orchestr D, B dur |
| 604     | 1791         | Vídeň           | 2 menuety pro orchestr B, Es dur |
| 605     | 1791         | Vídeň           | 3 německé tance pro orchestr D, G, C dur |
| 606     | 1791         | Vídeň           | 6 německých tanců pro orchestr B dur |
| 607     | 1791         | Vídeň           | Kontredans pro orchestr Es dur |
| 608     | 1791         | Vídeň           | Fantazie pro mechanické varhany f moll |
| 609     | 1791         | Vídeň           | 5 kontredansů pro orchestr C, Es, D, C, G dur |
| 610     | 1791         | Vídeň           | Kontredans pro orchestr G dur |
| 611     | 1791         | Vídeň           | Německý tanec G dur |
| 612     | 1791         | Vídeň           | Árie pro bas 'Per questa bella mano' |
| 613     | 1791         | Vídeň           | 6 variací pro klavír 'Ein Weib ist das herrlichste Ding' F dur |
| 614     | 1791         | Vídeň           | Smyčcový kvintet Es dur |
| 615     | 1791         | Vídeň           | Sbor 'Viviamo felici' (ztraceno) |
| 616     | 1791         | Vídeň           | Andante pro malé mechanické varhany F dur |
| 617     | 1791         | Vídeň           | Adagio a rondo pro skleněnou harmoniku, flétnu, hoboj, housle a violoncello c moll                                                                                                |
| 618     | 1791         | Báden           | Moteto 'Ave verum corpus' D dur |
| 619     | 1791         | Vídeň           | Kantáta 'Die ihr des unermesslichen Weltalls' |
| 620     | 1791         | Vídeň           | Opera (Grosse Oper / singspiel) 'Die Zauberflöte' |
| 621     | 1791         | Vídeň/Praha     | Opera seria 'La clemenza di Tito' |
| 622     | 1791         | Vídeň           | Koncert pro klarinet A dur |
| 623     | 1791         | Vídeň           | Kantáta 'Eine kleine Freimaurer-Kantata / Malá zednářská kantáta' |
| 624     | 1768-91      | Vídeň           | Kadence klavírních koncertů |
|         |              |                 | KV 40 Klavírní koncert č. 3 |
|         |              |                 | KV 107 3 koncerty podle J. C. Bacha |
|         |              |                 | KV 175 Klavírní koncert č. 5 |
|         |              |                 | KV 238 Klavírní koncert č. 6 |
|         |              |                 | KV 246 Klavírní koncert č. 8 |
|         |              |                 | KV 271 Klavírní koncert č. 9 |
|         |              |                 | KV 365 Koncert pro 2 klavíry č. 10 |
|         |              |                 | KV 413-415 Klavírní koncert č. 11 |
|         |              |                 | KV 449-451 Klavírní koncert č. 14 |
|         |              |                 | KV 453 Klavírní koncert č. 17 |
|         |              |                 | KV 456 Klavírní koncert č. 18 |
|         |              |                 | KV 459 Klavírní koncert č. 19 |
|         |              |                 | KV 466 Klavírní koncert č. 20 |
|         |              |                 | KV 488 Klavírní koncert č. 23 |
|         |              |                 | KV 595 Klavírní koncert č. 27 |
| 625     | 1790         | Vídeň           | Komický duet 'Nun liebes Weibchen' |
| 626     | 1791         | Vídeň           | Zádušní mše 'Rekviem' d moll (nedokončeno) |
| A66     | 1788         | Vídeň           | Trio pro housle, violu a violoncello (část, viz KV 562e G dur) |
| A214    | 1768         | Vídeň           | Symfonie 55 viz KV 45b B dur |
| A221    | 1768         | Vídeň           | Symfonie 7a 'Alte Lambacher' viz KV 45a G dur |
| A223    | 1765         | Londýn          | Symfonie viz KV 19a F dur |